# Ronald Getoor
Ronald Kay Getoor (Royal Oak, 9 de fevereiro de 1929) é um matemático estadunidense.
Getoor estudou matemática na Universidade de Michigan, onde obteve o bacharelato em 1950, o mestrado em 1951 e o doutorado em 1954. Como pós-doutorando foi instrutor na Universidade de Princeton. Em 1956 foi Professor Assistente e depois Professor da Universidade de Washington. Em 1964/1965 foi professor visitante na Universidade Stanford. A partir de 1966 foi Professor da Universidade da Califórnia em San Diego.
Em 1970 foi palestrante convidado do Congresso Internacional de Matemáticos em Nice.
Getoor é fellow da American Mathematical Society e do Institute of Mathematical Statistics.

## Obras
- Markov processes: Ray processes and right processes, Springer Verlag, Lecture Notes in Mathematics 440, 1975.
- com Robert McCallum Blumenthal: Markov Processes and Potential Theory, Academic Press, 1968.
- Excessive Measures, Birkhäuser, 1990.